# Hans Schoelermann
Hans Joachim Schoelermann (* 20. September 1890 in Hamburg; † 6. Oktober 1969 in Berlin) war ein deutscher Schauspieler.

## Leben
Nach seiner Schauspielausbildung in Hamburg erhielt Hans Schoelermann dort 1908 sein erstes Engagement am Thalia-Theater. Von hier aus ging es u. a. nach Osnabrück, Saarbrücken, Stuttgart, Düsseldorf und danach an verschiedene Berliner Bühnen. Von 1945 bis 1948 arbeitete er am Hamburger Theater Die Auslese, aber auch im Berliner Friedrichstadt-Palast und der Berliner Volksbühne. Ab 1950 gehörte der Charakterdarsteller zum Ensemble des Berliner Deutschen Theaters, dem er bis 1961 angehörte. Wie viele seiner Kollegen wohnte er in West-Berlin, arbeitete aber in Ost-Berlin. Nach dem Bau der Berliner Mauer verlegte er seinen Wirkungskreis nach West-Berlin, wo er noch an mehreren Theatern tätig war. Beim Film war er bereits ab 1934 ein gefragter Darsteller.
In den Quellen gibt es die verschiedensten Schreibweisen seines Namens: Hans J. Schoelermann, Hans Joachim Schoelermann und Hans Schoelermann, wobei die letztgenannte in großer Mehrheit überwiegt.

## Filmografie
- 1935: Lady Windermeres Fächer
- 1941: Kampfgeschwader Lützow
- 1943: Damals
- 1949: Die Buntkarierten
- 1949: Die Kuckucks
- 1950: Der Rat der Götter
- 1951: Die Sonnenbrucks
- 1951: Zugverkehr unregelmäßig
- 1952: Frauenschicksale
- 1953: Die Unbesiegbaren
- 1954: Kein Hüsung
- 1955: Hotelboy Ed Martin
- 1955: 52 Wochen sind ein Jahr
- 1956: Das Traumschiff

## Synchronrollen (Auswahl)
- 1957: Gustav Hilmar als Jan von Chlum in Jan Hus

## Theater
- 1932: Hannes Reutter: Der große Krumme – Regie: Bernd Hofmann (Theater am Schiffbauerdamm Berlin)
- 1937: Juliane Kay: Der Schneider treibt den Teufel aus (Franz Barthels) – Regie: Friedrich Hellmund (Alte Komische Oper Berlin)
- 1947: Kinderrevue: Stummelschwänzchen (Weihnachtsmann) – Regie: Rudi Kodoke (Friedrichstadt-Palast Berlin)
- 1948: Ludwig Thoma: Moral (Polizeipräsident) – Regie: Peter Bejach (Volksbühne Berlin im Prater Kastanienallee)
- 1950: Ernst Fischer: Der große Verrat – Regie: Wolfgang Langhoff (Deutsches Theater Berlin)
- 1950: Gustav von Wangenheim: Auch in Amerika (Alvah) – Regie: Inge von Wangenheim (Deutsches Theater Berlin – Kammerspiele)
- 1951: Johann Wolfgang von Goethe: Egmont (Bürger) – Regie: Wolfgang Langhoff (Deutsches Theater Berlin)
- 1951: Adam Tarn: Ein gewöhnlicher Fall (Lewis) – Regie: Herwart Grosse (Deutsches Theater Berlin – Kammerspiele)
- 1951: Friedrich Schiller: Maria Stuart (Amias Paulet, Ritter) – Regie: Herwart Grosse (Deutsches Theater Berlin)
- 1952: Maxim Gorki: Jegor Bulytschow und die Anderen  (Förster) – Regie: Hans Jungbauer (Deutsches Theater Berlin)
- 1953: Gotthold Ephraim Lessing: Minna von Barnhelm (Just) – Regie: Hans Jungbauer (Deutsches Theater Berlin – Kammerspiele)
- 1954: Friedrich Schiller: Kabale und Liebe – Regie: Wolfgang Langhoff (Deutsches Theater Berlin)
- 1955: Alfred Matusche: Die Dorfstraße (Landser)  – Regie: Hannes Fischer (Deutsches Theater Berlin – Kammerspiele)
- 1955: Gerhart Hauptmann: Vor Sonnenuntergang (Miller) – Regie: Wolfgang Heinz (Deutsches Theater Berlin)
- 1958: Joachim Knauth: Wer die Wahl hat (Flade) – Regie: Ernst Kahler (Deutsches Theater Berlin – Kammerspiele)

## Hörspiele
- 1948: Gerhart Hauptmann: Florian Geyer (Thomas von Hartheim) – Regie: Hannes Küpper (Hörspiel – Berliner Rundfunk)
- 1948: Arthur Pohl: Die Brücke (Vater Michaelis) – Regie:  Gottfried Herrmann (Hörspiel – Berliner Rundfunk)
- 1949: Maximilian Scheer/Karl Georg Egel: Und Berge werden versetzt (General) – Regie: Gottfried Herrmann (Hörspiel – Berliner Rundfunk)
- 1949: William Shakespeare: Szenen aus Richard II. (Willougby) – Regie: Hannes Küpper (Hörspiel – Berliner Rundfunk)
- 1950: Hermann Turowski: Die Präsidentenmacher – Regie: Carl Lange (Hörspiel – Berliner Rundfunk)
- 1950: Georg Kaiser: Zweimal Amphitryon (Hauptmann) – Regie: Werner Stewe (Hörspiel – Berliner Rundfunk)
- 1952: Hans A. Joachim: Die Stimme Victor Hugos – Regie: Herwart Grosse (Literarische Hörfolge – Berliner Rundfunk)
- 1952: Peter Martin Lampel: Streik im Hafen (Vater) – Regie: Günther Rücker  (Hörspiel – Berliner Rundfunk)
- 1952: Albert Maltz: Der Fall Morrison (Mr. Hoghes) – Regie: Wolfgang Langhoff (Dokumentarhörspiel – Berliner Rundfunk)
- 1952: Karl Georg Egel/Richard Groschopp: Dr. Lienhard benimmt sich sonderbar (Backhaus) – Regie: Gottfried Herrmann (Dokumentarhörspiel – Berliner Rundfunk)
- 1952: Fritz Bernhard: Der siebente Tag (Kleiber) – Regie: Heinz Bonacker (Hörspiel – Berliner Rundfunk)
- 1953: Michail Scholochow: Neuland unterm Pflug (ein Kulak) – Regie: Wolfgang Schonendorf (Hörspiel – Berliner Rundfunk)
- 1954: Johannes R. Becher: Winterschlacht" (von Quabbe) – Regie: Hedda Zinner (Hörspiel – Rundfunk der DDR)
- 1954: Aristophanes: Lysistrate (Ratsherr) – Regie: Horst Preusker (Hörspiel – Rundfunk der DDR)
- 1954: George Lesson: Ein furchtsames Völkchen (Kommissar) – Regie: Willi Porath (Hörspiel – Rundfunk der DDR)
- 1954: Gerhard Rentzsch: Kachibo (Sekretär) – Regie: Hans Busse (Hörspiel – Rundfunk der DDR)
- 1956: Robert Ardrey: Leuchtfeuer (Inspektor Flanning) – Regie: Gerhard Rentzsch (Hörspiel – Rundfunk der DDR)
- 1956: Herbert Burgmüller/Manfred Schäffer: Sein Lied war deutsch (Härtel, Verleger) – Regie: Hans Busse (Hörspiel, 2 Teile – Rundfunk der DDR)
- 1956: Wolfgang Schreyer: Der Befehl (General Johnson) – Regie: Lothar Dutombé (Hörspiel – Rundfunk der DDR)
- 1956: Peter Hacks: Die Geschichte eines alten Wittibers im Jahre 1637 (Tischler) – Regie: Werner Wieland (Hörspiel – Rundfunk der DDR)
- 1958: Anna Schlotterbeck/Friedrich Schlotterbeck: SMS Prinzregent Luitpold (Kriegsgerichtsrat Dr. Dobring) – Regie: Theodor Popp (Dokumentarhörspiel – Rundfunk der DDR)
- 1958: Henrik Ibsen: Stützen der Gesellschaft (Schiffsbauer Aune) – Regie: Erich-Alexander Winds  (Hörspiel – Rundfunk der DDR)